# Maglev

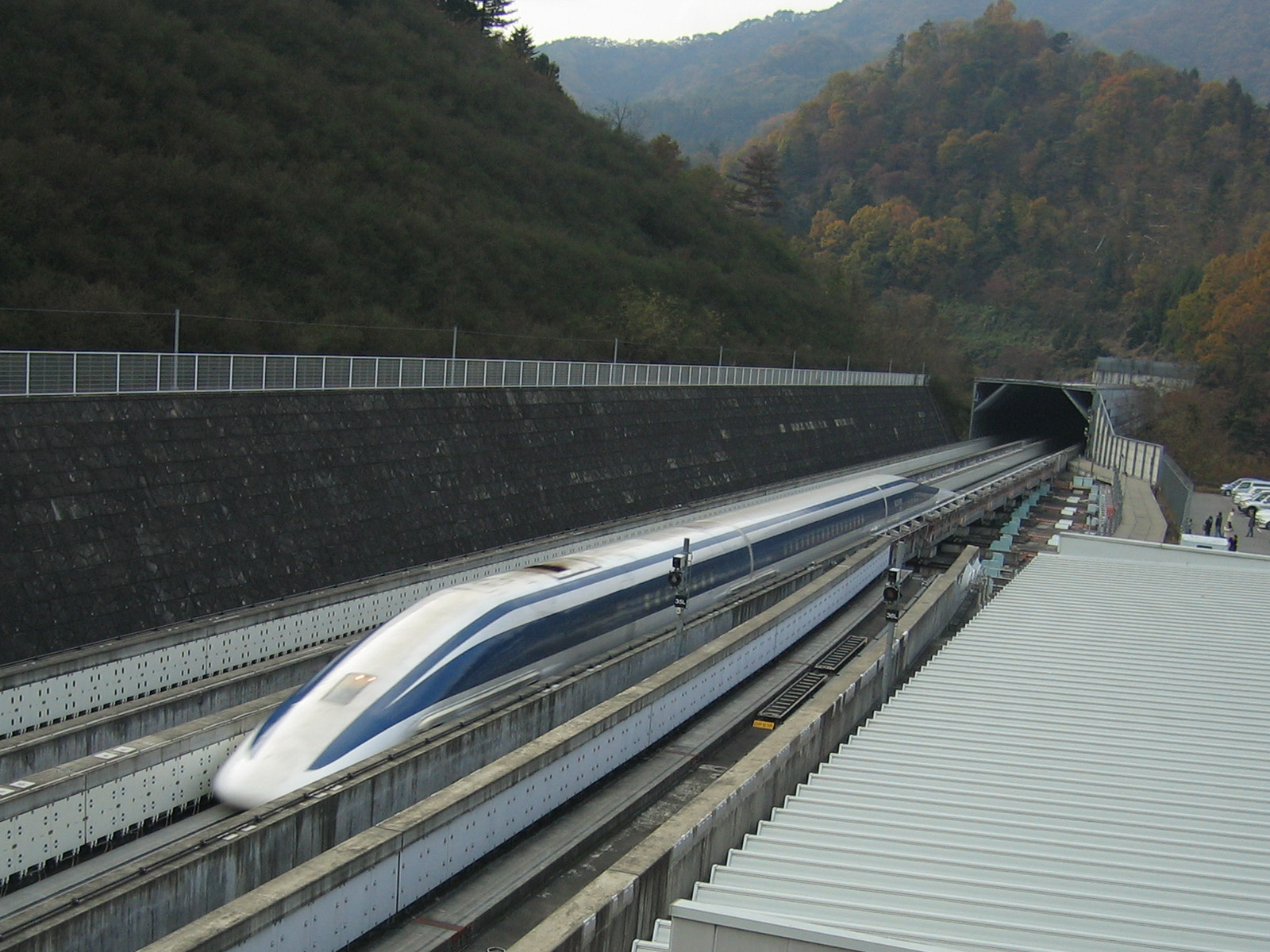
JR-Maglev, MLX01, na linha de testes Yamanashi.

Um comboio de levitação magnética ou Maglev (em inglês: Magnetic levitation transport) é um veículo semelhante a um trem que transita numa linha elevada sobre o chão e é propulsionado pelas forças atrativas e repulsivas do magnetismo através do uso de supercondutores. Devido à falta de contato entre o veículo e a linha, a única fricção que existe, é entre o aparelho e o ar. Por consequência, os comboios de levitação magnética conseguem atingir velocidades enormes, com relativo baixo consumo de energia e pouco ruído, existindo projetos para linhas que chegariam aos 650 km/h e também projetos como o Maglev 2000 que, utilizando túneis despressurizados em toda a extensão dos trilhos, chegariam à marca de 3200 km/h.
Embora a sua enorme velocidade os torne potenciais competidores das linhas aéreas, o seu elevado custo de produção limitou-o, até agora, à existência de uma única linha comercial, o transrapid de Xangai. Essa linha faz o percurso de 30 km até ao Aeroporto Internacional de Pudong em apenas 8 minutos.
Em abril de 2015, o comboio de levitação magnética em fase de testes operado pela ferroviária japonesa Central Japan Railway Company bateu o seu próprio recorde mundial de velocidade ao atingir 603 quilômetros por hora.

## Tecnologia

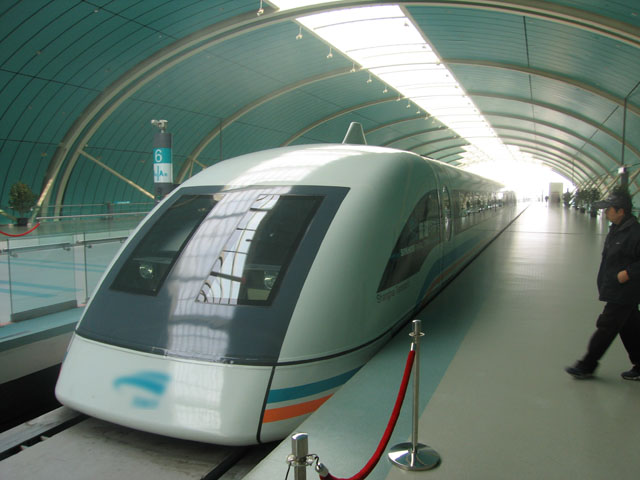
Maglev de Xangai.

Existem três tipos primários de tecnologia aplicada aos maglev. Uma que é baseada em ímãs supercondutores (suspensão eletrodinâmica), outra baseada na reação controlada de eletroímãs, (suspensão eletromagnética) e a mais recente e potencialmente mais econômica que usa ímãs permanentes (Inductrack).
O Japão e a Alemanha são os países que mais têm pesquisado esta tecnologia, tendo apresentado diversos projetos. Num deles o trem é levitado pela força repulsiva dos polos idênticos ou pela força atrativa dos polos diferentes dos ímãs. O trem é propulsionado por um motor linear, colocado na linha, no trem ou em ambas. Bobinas elétricas são massivamente colocadas ao longo da linha de modo a produzir o campo magnético necessário para a movimentação do trem, especulando-se que por isso que a construção de tal linha teria custos enormes.[carece de fontes?]

### China
O trem maglev de Xangai é um projeto importado da Alemanha, o Transrapid maglev, sendo capaz de uma velocidade operacional de 430 km/h e uma velocidade máxima de 610 km/h, ligando Xangai ao Aeroporto Internacional de Pudong desde Março de 2004.[carece de fontes?]

## Suspensão eletrodinâmica
Os engenheiros japoneses estão desenvolvendo uma versão concorrente dos trens maglev que usam um sistema de suspensão electrodinâmica (SED), que é baseado na força de repulsão dos ímãs. A principal diferença entre os trens maglev japoneses e os alemães é que os trens japoneses usam electroíman com super-resfriadores e super-condutores. Este tipo de electroíman pode conduzir eletricidade mesmo se após o suprimento de energia for cortado. No sistema SEM, que usa electroíman padrão, as bobinas somente conduzem a electricidade quando um suprimento de energia está presente. Ao esfriar as bobinas, o sistema do Japão economiza energia. Entretanto, o sistema criogênico que costuma esfriar as bobinas pode ser caro.
Outra diferença entre os sistemas é que os trens japoneses levitam mais ou menos 10 cm sobre os trilhos. Uma dificuldade no uso do sistema SED é que os trens maglev devem rodar sobre pneus de borracha até que ele alcance a velocidade de 100 km/h. Os engenheiros japoneses dizem que as rodas são uma vantagem se uma falha de energia causasse a queda do sistema. O trem Transrapid alemão está equipado com um suprimento de energia de emergência. Também os passageiros com marca-passo deveriam ser protegidos contra os campos magnéticos gerado pelos eletroímãs super-condutores.
O Inductrack é um dos tipos mais novos de SED que usa ímãs permanentes em temperatura ambiente para produzir campos magnéticos em vez de eletroímãs energizados ou ímãs supercondutores resfriados. O Inductrack usa uma fonte de energia para acelerar o trem somente até o início da levitação. Se a força falhar, o trem pode descer gradativamente e parar sobre suas rodas auxiliares.
O trilho é, em geral, um arranjo de curto circuitos elétricos contendo fios isolados. Em um projeto, esses circuitos são alinhados como degraus em uma escada. Conforme o trem se move, um campo magnético o repele, fazendo o trem levitar.
Há 2 projetos do Inductrack: Inductrack I e Inductrack II. O inductrack I é projetado para altas velocidades, enquanto o segundo é apropriado para baixas velocidades. Os trens Inductrack podem levitar mais alto com maior estabilidade. Contanto que se mova alguns quilômetros por hora, esse trem vai levitar em torno de 2,54 cm sobre o trilho. Uma grande falha sobre o trilho que significa que o trem não requereria sistemas complexos de sensores para manter a estabilidade.
Os ímãs permanentes não foram usados antes porque os cientistas achavam que eles não criariam força magnética suficiente. O projeto Inductrack suplanta este problema ao organizar os ímãs em um arranjo Halbach. Os ímãs são configurados para que a intensidade do campo magnético se concentre acima do arranjo, e não abaixo. Eles são feitos de um material mais novo compreendendo uma liga de boro, aço e neodímio, que gera um campo magnético mais forte. O projeto Inductrack II incorpora 2 arranjos Halbach para gerar um campo magnético mais forte em velocidade mais baixa.

### Brasil
O Maglev Cobra é um trem de levitação desenvolvido na UFRJ (Universidade Federal do Rio de Janeiro) pela Coppe (Instituto Alberto Luiz Coimbra de Pós-Graduação e Pesquisa em Engenharia) e pela Escola Politécnica através do LASUP (Laboratório de Aplicações de Supercondutores). O trem brasileiro, assim como o maglev alemão, flutua sobre os trilhos, tendo atrito apenas com o ar durante seu deslocamento. O Maglev Cobra se baseia em levitação, movendo-se sem atrito com o solo através de um motor linear de primário curto. O veículo foi concebido visando uma revolução no transporte coletivo através da alta tecnologia, de forma não poluente, energeticamente eficiente e de custo acessível para os grandes centros urbanos.
O custo de implantação do Maglev Cobra é significativamente menor do que o do metrô, chegando a custar apenas um terço deste. Sua velocidade normal de operação ocorrerá dentro de uma faixa de 70 a 100km/h, compatível à do metrô e ideal para o transporte público urbano.[carece de fontes?]

## Levitação magnética supercondutora
A tecnologia da levitação magnética supercondutora (SML) baseia-se na propriedade diamagnética dos supercondutores para exclusão do campo magnético do interior dos supercondutores. No caso dos supercondutores do tipo II, esta exclusão é parcial, o que diminui a força de levitação, mas conduz à estabilidade, dispensando sistemas de controle sofisticados ou rodas. Esta propriedade, que representa o grande diferencial em relação aos métodos EDL e EML, só pôde ser devidamente explorado a partir do final do século XX com o advento de novos materiais magnéticos, como o Nd2Fe14B (NdFeB), e de pastilhas supercondutoras de alta temperatura crítica, como o YBa2Cu3OX (YBCO).[carece de fontes?]
Os novos supercondutores de alta temperatura crítica podem ser resfriados com nitrogênio liquido (temperatura de ebulição -196°C) enquanto os supercondutores convencionais necessitam de hélio liquido (temperatura de ebulição –269°C), o que torna a refrigeração onerosa. Por se tratar da tecnologia mais recente, ainda não existe linha de teste em escala real. Em outros países, como no Brasil, existem linhas em modelo reduzido. No protótipo brasileiro, construido pelo grupo proponente deste projeto, o formato oval tem 30 metros de extensão, com guia linear formada por ímãs de NdFeB compondo o circuito magnético e interagindo com os supercondutores de YBCO para levitação. O MagLev é acionado por motor linear síncrono (LSM) de armadura longa, alimentado com inversor de frequência.